# Финци, Джеральд
Джеральд Рафаэль Финци (англ. Gerald Raphael Finzi; 14 июля 1901, Лондон ― 27 сентября 1956, Оксфорд) ― британский композитор.

## Биография
Финци родился в семье судового маклера Джона Абрахама Финци, итальянского еврея, и Элизы Эммы Леверсон. В семилетнем возрасте потерял отца. Получив домашнее образование, музыкой стал заниматься в 1915 году под руководством композитора Эрнеста Фаррара, а после того, как тот ушёл на фронт ― у Эдварда Бэрстоу. Весть о гибели Фаррара в 1918 году глубоко потрясла Джеральда, наложив отпечаток на всё последующее его творчество. В 1922 Финци поселяется в Пэйнсвике и создаёт первые свои сочинения, среди которых ― оркестровая «Севернская рапсодия» и песни на стихи Томаса Харди. По совету дирижёра Адриана Боулта в 1925 он берёт уроки контрапункта у Р. О. Морриса, и в том же году возвращается в Лондон, где сближается с молодыми композиторами ― Артуром Блиссом, Ховардом Фергюсоном, Робином Милфордом, Эдмундом Рубброй, ― и представителями старшего поколения: Густавом Холстом и Ральфом Воан-Уильямсом. Он часто посещает концерты, выставки, театральные представления, создаёт новые произведения и в корне перерабатывает ранее написанные (в том числе Скрипичный концерт, в 1928 с успехом исполненный под управлением Воан-Уильямса). По рекомендации Воан-Уильямса же Финци получил место в Королевской академии музыки, где преподавал в 1930―1933.
В 1933 Финци женится на художнице Джойс Блэк и вместе с ней уезжает из Лондона в Олдборн. Он почти перестаёт сочинять, отдавая предпочтение садоводству (на своём земельном участке он разводил редкие сорта яблок) и изучению английской поэзии и философии. Библиотека Финци, хранящаяся сегодня в Редингском университете, насчитывает около трёх тысяч томов.
Первое после перерыва крупное сочинение Финци ― «Dies natalis» для голоса и струнного оркестра на стихи Томаса Траэрна ― показало сформировавшийся творческий почерк композитора. В это время он вместе с женой приводит в порядок и готовит к публикации сочинения композитора Айвора Гарни, умершего в 1937, и возрождает интерес к музыке английских композиторов XVIII века, также подготовливая их к выходу в печать. В 1939 семья переезжает в Эшменсуорт, где Финци организует любительский камерный оркестр «Newbury String Players». Этим оркестром он сам дирижировал до самой смерти, и именно этот коллектив дал премьеры многих сочинений как самого Финци, так и его современников.
Начавшаяся Вторая мировая война помешала запланированной премьере «Dies natalis». Финци устроился на работу в Министерство военного транспорта, помогал немецким и чешским беженцам. В послевоенные годы музыка композитора наконец получила широкую известность, активнее стал сочинять и он сам. Наибольшую популярность завоевали его хоровые произведения и Концерт для кларнета с оркестром. 
В 1951 у Финци проявились признаки болезни Ходжкина. В 1956, во время посещения музыкального фестиваля в Глостере, он заразился ветрянкой, с которой ослабленный организм не смог справиться. Развившееся воспаление мозга привело к смерти.
В 1965 библиотека музыки XVIII века, которую собирал Финци, была передана в Сент-Эндрюсский университет. В 1969 был основан Фонд Джеральда Финци, занимающийся продвижением его музыки и изданием произведений.

## Творчество
Финци ― последователь традиций английской музыки, заложенных Элгаром и Воан-Уильямсом. Отвергнув эстетику модернизма, он сумел сформировать собственный стиль, наиболее ярко проявившийся в вокальных сочинениях. Ему принадлежат девять вокальных циклов, из которых шесть написаны на стихи Томаса Харди. Популярны также его хоровые сочинения. Инструментальные произведения Финци немногочисленны, среди них выделяются концерты для кларнета (1949) и для виолончели (1955).